# گروه مالی گالیسیا

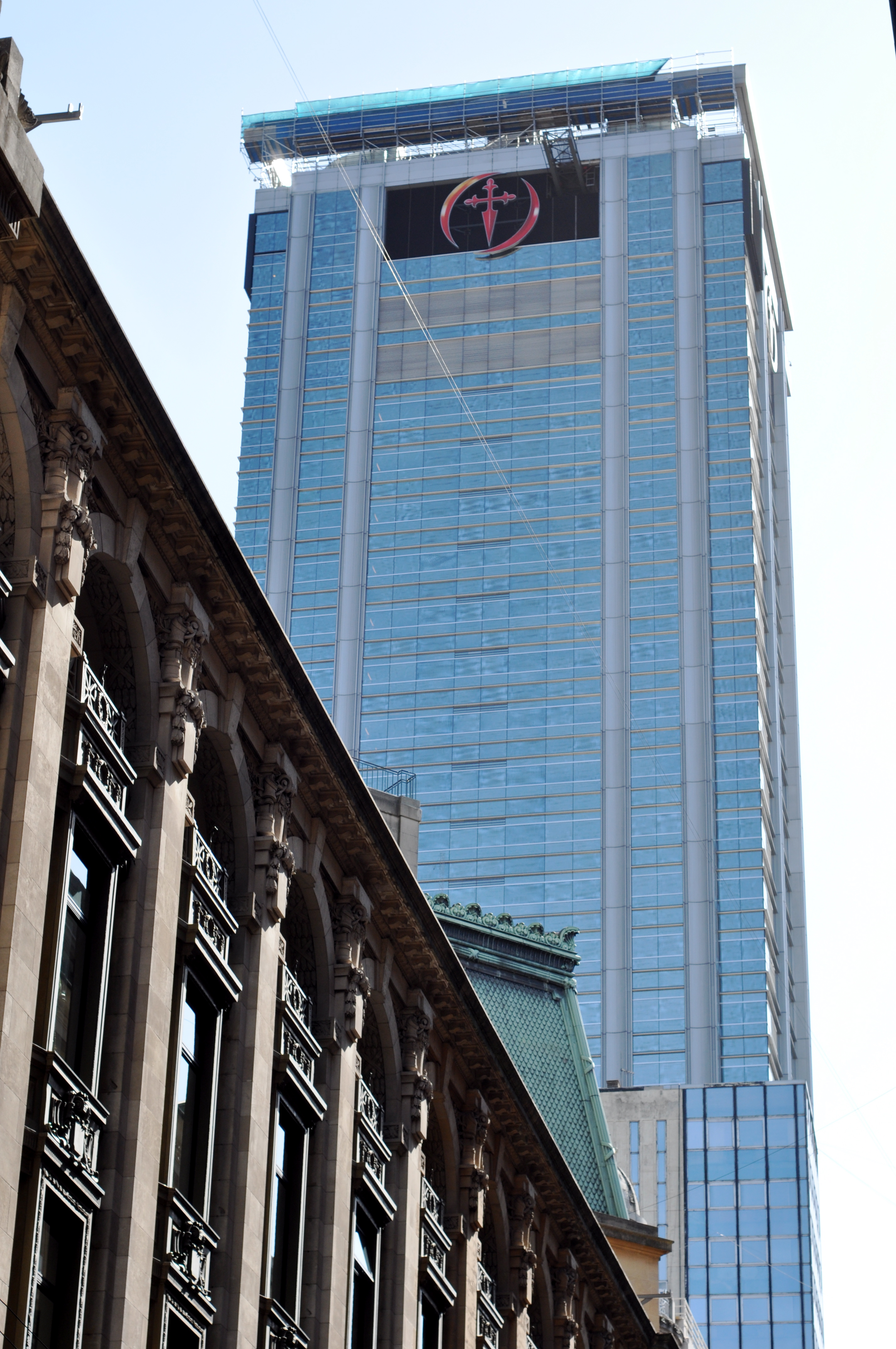
ساختمان مرکزی گروه مالی گالیسیا در بوئنوس آیرس

گروه مالی گالیسیا (به اسپانیایی: Grupo Financeiro Galícia) شرکت خدمات مالی آرژانتینی مستقر در بوئنوس آیرس است، که به‌عنوان بزرگترین بانک خصوصی و پنجمین بانک آرژانتین شناخته می‌شود.
گروه مالی گالیسیا در سال ۱۹۰۵ توسط یک جواهرساز اسپانیایی-آرژانتینی به‌نام مانوئل اسکاسانی که زاده شهر گالیسیا، اسپانیا بود، تأسیس شد.
این بانک در سال ۱۹۱۰ اولین شعبه بین‌المللی خود را در مونته‌ویدئو، اروگوئه راه‌اندازی کرد. بخشی از سهام این شرکت در بازارهای بورس بوینس آیرس و بورس نزدک دادوستد می‌شود.